# سفارت اندونزی در بیروت
سفارت اندونزی در بیروت یک منطقهٔ مسکونی و نمایندگی سیاسی این کشور در لبنان است که در بعبدا، لبنان واقع شده‌است.